# Navasoleon bolivianus
Navasoleon bolivianus är en insektsart som först beskrevs av Banks 1920.  Navasoleon bolivianus ingår i släktet Navasoleon och familjen myrlejonsländor. Inga underarter finns listade i Catalogue of Life.